# Karl Friedrich Meerwein
Pour les articles homonymes, voir Friedrich et Meerwein.
Karl Friedrich Meerwein, né le 2 août 1737 à Leiselheim et mort le 6 décembre 1810 à Emmendingen, est un architecte et inventeur allemand, un des pionniers de l'aviation.

## Biographie
Après des études de mathématiques, de logique, de chimie, de physique et d'ingénierie à l'université de Strasbourg et à Iéna, il devient architecte en 1769 et officie pour le margrave Friedrich von Baden.

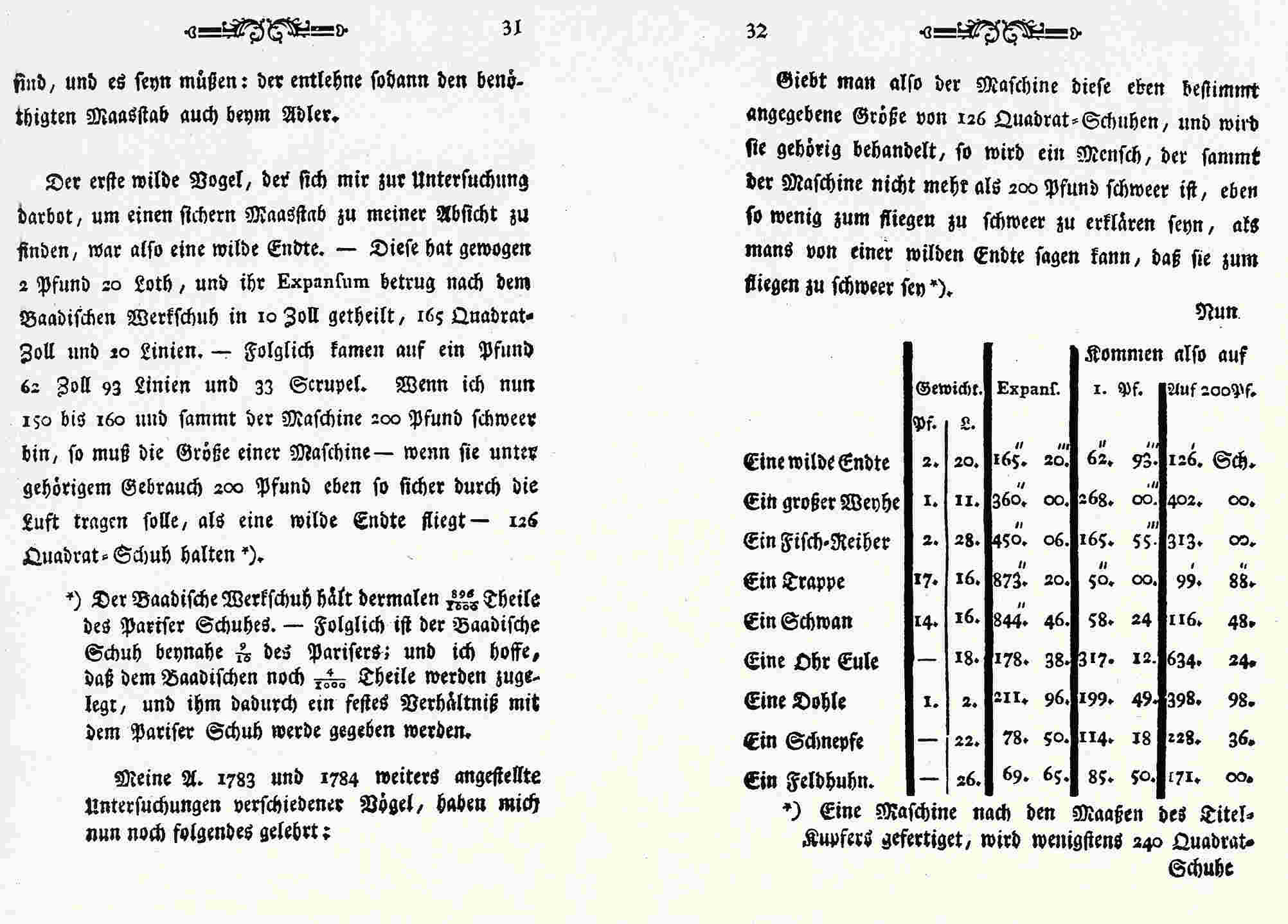
Calculs de Meerwein sur le vol aérien.

Opposé aux conceptions de son époque concernant les aérostats, il expérimente à Giessen dès 1781 une machine orthoptérique composée de deux ailes monoplanes qu'un homme placé au centre devait battre. Il est ainsi considéré comme le premier pilote du monde,.

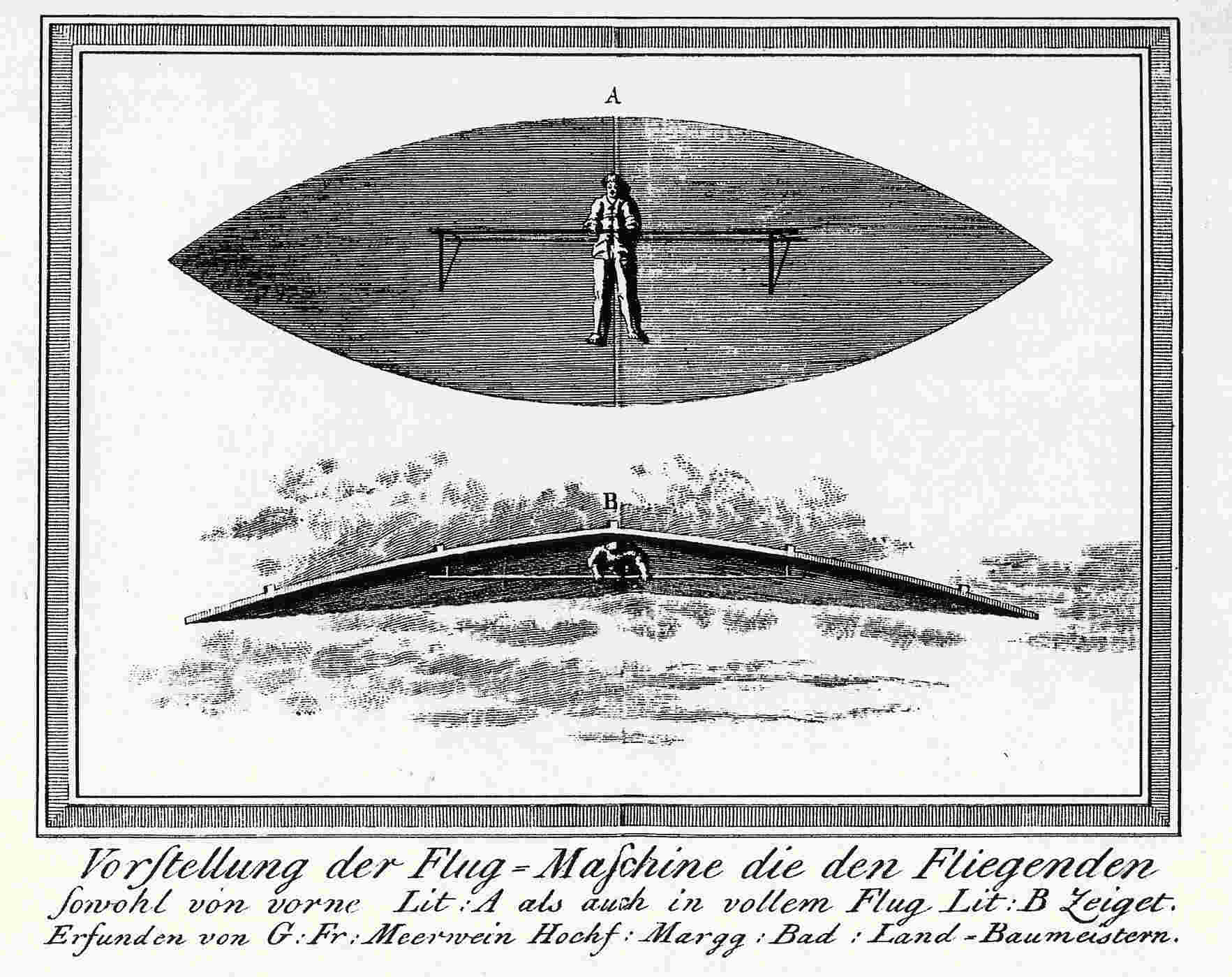
Machine volante de Meerwein
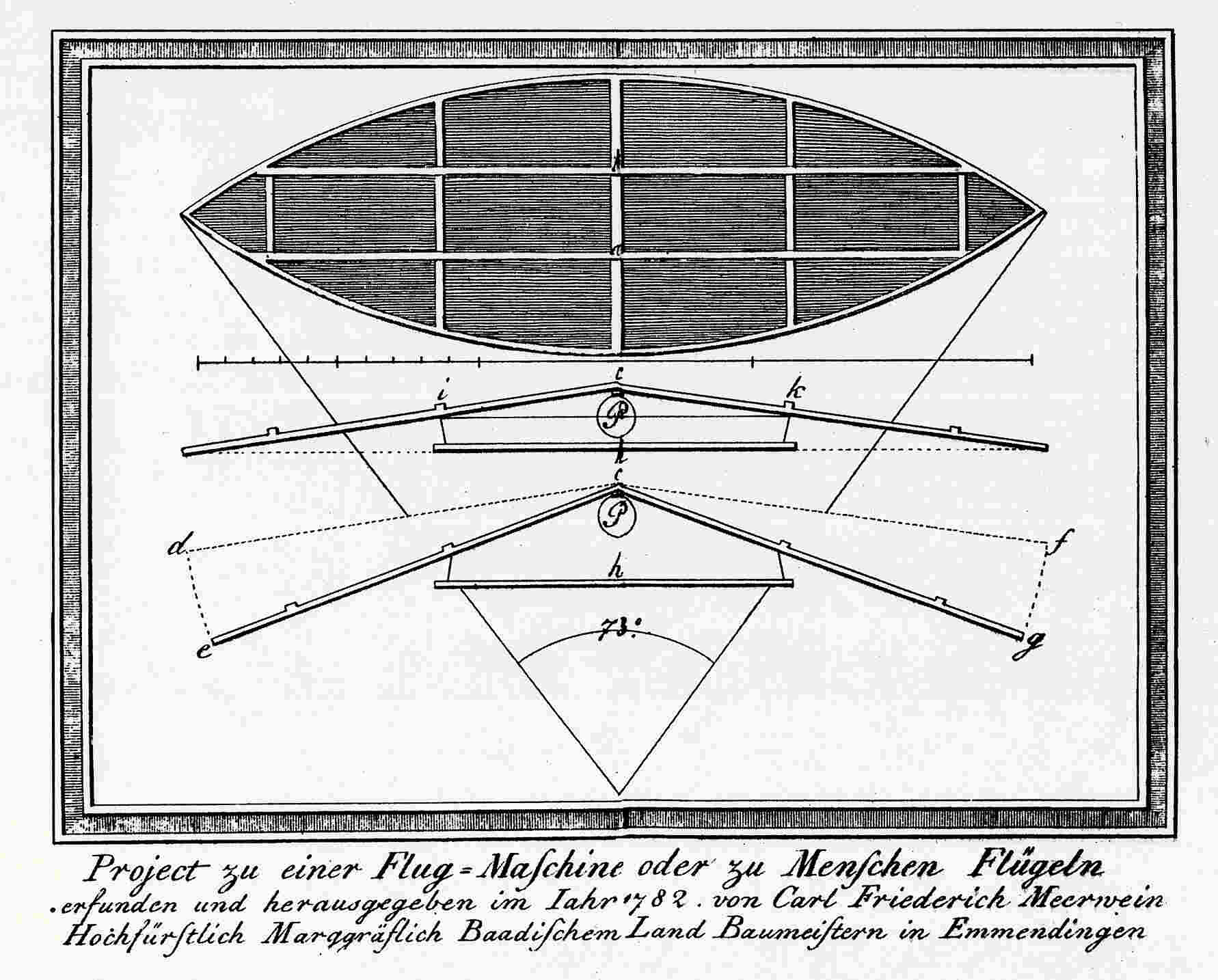
Machine volante de Meerwein
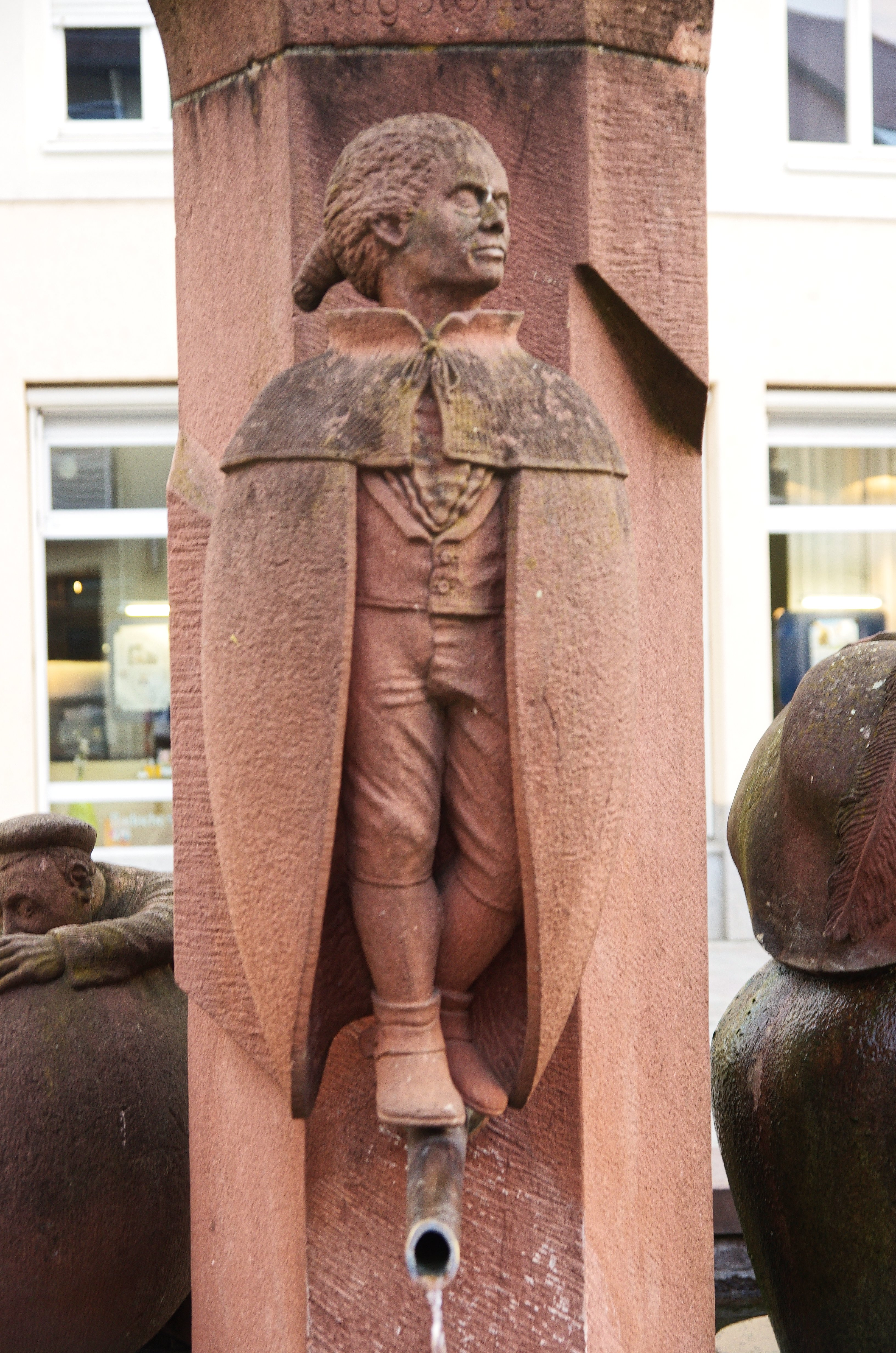
Fontaine Meerwein à Emmendingen

Il est l'auteur en 1784 de L'Art de voler à la manière des oiseaux.
Il meurt le 6 décembre 1810 à Emmendingen après une chute de cheval.
Il est mentionné par Jules Verne dans le chapitre VI de son roman Robur-le-Conquérant.